# پولنیواتا
پولنیواتا (به لاتین: Pulleniwatta) یک منطقهٔ مسکونی در سری‌لانکا است که در استان مرکزی (سری‌لانکا) واقع شده‌است.